# Källesjö
Källesjö är en del av tätorten Ystad i Hedeskoga socken i Ystads kommun, Skåne län, belägen i nordvästra delen av Ystad.
Orten klassades av SCB som småort 2005. Den hade då 172 invånare och en yta på 14 hektar. Sedan 2010 ingår den i tätorten Ystad.